# پارک لورینگل
پارک لورینگل (به انگلیسی: Loring Park) یک منطقهٔ مسکونی در ایالات متحده آمریکا است که در مینیاپولیس واقع شده‌است. پارک لورینگل ۷٬۸۷۳ نفر جمعیت دارد.